# Camponotus conithorax
Camponotus conithorax är en myrart som beskrevs av Carlo Emery 1914. Camponotus conithorax ingår i släktet hästmyror, och familjen myror. Inga underarter finns listade.